# Göksun
Göksun (latino: Cucusus, Cocusus, Cocussus; italiano: Cucuso; armeno: Kokison, greco Κουκουσός, Cucusós ) è una località, capoluogo del distretto omonimo, situata nella provincia di Kahramanmaraş, in Turchia.
La città è sede titolare della Diocesi di Cucuso della Chiesa cattolica.

## Origini
Le fonti certe sulla città antica risalgono ai primi secoli dell'era cristiana. Stazione di sosta per le vie di comunicazione dell'impero romano, fu sede vescovile già dal III sec. d.C. e, per la sua posizione, ebbe un ruolo importante nelle frequenti guerre arabo-bizantine fra VI e XI sec. a.C. Dopo la conquista ottomana la città decadde a villaggio.